# Манкейто (Канзас)
Манкейто (англ. Mankato) — місто (англ. city) в США, в окрузі Джуелл штату Канзас. Населення — 836 осіб (2020).

## Географія
Манкейто розташоване за координатами 39°47′14″ пн. ш. 98°12′30″ зх. д. / 39.78722° пн. ш. 98.20833° зх. д. (39.787339, -98.208267).  За даними Бюро перепису населення США в 2010 році місто мало площу 2,62 км², з яких 2,62 км² — суходіл та 0,00 км² — водойми.

## Демографія
Згідно з переписом 2010 року, у місті мешкало 869 осіб у 405 домогосподарствах у складі 242 родин. Густота населення становила 331 особа/км².  Було 486 помешкань (185/км²).
Расовий склад населення:
| - 97,0 % — білих - 0,5 % — азіатів - 0,3 % — корінних американців - 0,3 % — чорних або афроамериканців |

До двох чи більше рас належало 1,4 %. Частка іспаномовних становила 1,0 % від усіх жителів.
За віковим діапазоном населення розподілялося таким чином: 19,2 % — особи молодші 18 років, 52,5 % — особи у віці 18—64 років, 28,3 % — особи у віці 65 років та старші. Медіана віку мешканця становила 51,5 року. На 100 осіб жіночої статі у місті припадало 93,1 чоловіків;  на 100 жінок у віці від 18 років та старших — 87,2 чоловіків також старших 18 років.
Середній дохід на одне домашнє господарство  становив 54 460 доларів США (медіана — 40 156), а середній дохід на одну сім'ю — 59 824 долари (медіана — 55 987). За межею бідності перебувало 15,5 % осіб, у тому числі 37,5 % дітей у віці до 18 років та 6,5 % осіб у віці 65 років та старших.
Цивільне працевлаштоване населення становило 369 осіб. Основні галузі зайнятості: освіта, охорона здоров'я та соціальна допомога — 30,6 %, роздрібна торгівля — 10,8 %, будівництво — 9,8 %, фінанси, страхування та нерухомість — 9,5 %.